# Адамсон, Джордж
Джордж Александр Грэм Адамсон (англ. George Alexander Graham Adamson; 3 февраля 1906, Этавах, Британская Индия — 20 августа 1989, Кора, Прибрежная провинция, Кения), также известный как Отец львов (суахили Baba ya Simba), — британский естествоиспытатель и защитник дикой природы. Джордж и его жена, Джой Адамсон, больше всего известны по книгам: «Рождённая свободной», «Живущая свободной» и «Свободные навсегда», а также «Пятнистый сфинкс», «Пиппа бросает вызов» и фильму «Born Free». Эти книги и фильм основываются на реальной истории осиротевшей львицы Эльзы, которая была выращена Джорджем и Джой. О жизни Дж. Адамсона были сняты и некоторые другие фильмы.

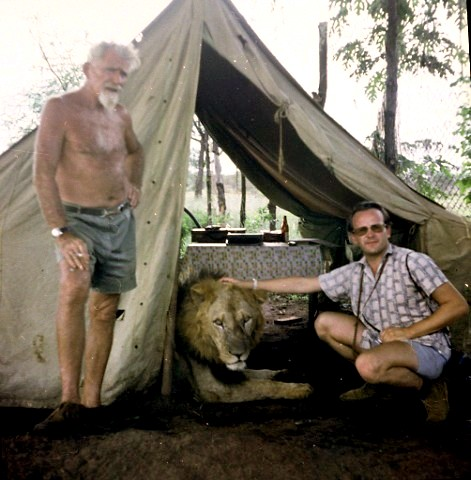
Джордж Адамсон, лев Бой и советский писатель Сергей Кулик в национальном парке Меру, 1968 г.

## Биография
Джордж родился 3 февраля 1906 года у британских родителей в северной Индии, в городе Этавах. Он обучался в Великобритании, в Закрытой школе Дин. В 1924 году он переехал в Кению, так как в начале XX века активизировалась туда иммиграция англичан. Джордж менял работы, пробовал себя в роли золотоискателя, торговца козами и профессиональным охотником в сафари, прежде чем вступил в Департамент охоты Кении в 1938 году. Он стал Высшим надзирателем дикой природы Северо-Восточной провинции.
Через шесть лет он женился на Джой. В 1956 году он вырастил львицу, Эльзу, и позже отпустил её в дикую природу. В 1970 году он переехал в национальный парк Кора на севере Кении, чтобы продолжить помогать осиротевшим львам и другим кошачьим.
Джордж и Джой развелись в 1970 году, однако они продолжили проводить Рождественские праздники вместе, пока Джой не была убита 3 января 1980 года. Согласно завещанию, Джордж кремировал её тело и развеял пепел.

### Смерть
20 августа 1989 года Джордж был убит рядом со своим лагерем в парке Кора. Он был убит сомалийскими пиратами, когда отправился на помощь своему ассистенту и молодому европейскому туристу. На момент смерти ему было 83 года. Он похоронен в парке, рядом со своим братом Терансом и львом Боем. Рядом с Адамсоном похоронены также львы Суперкуб и Маги.